# Deutsch-Französischer Umweltrat
Der Deutsch-Französische Umweltrat (französisch Conseil Franco-allemand de l’Environnement, CFAE) ist eine permanente Einrichtung, die die deutsch-französische Zusammenarbeit im Bereich der Umweltpolitik koordiniert. Der 1989 gegründete Rat soll nicht nur zur Abstimmung beider Länder zu Umweltfragen dienen, sondern auch neue Initiativen und Ideen hervorbringen. Der Umweltrat trifft mindestens einmal jährlich zusammen.

## Geschichte und Aufgaben
Bereits während des Deutsch-Französischen Gipfeltreffens am 6. Juli 1971 haben beide Länder eine Zusammenarbeit in der Umweltpolitik vereinbart. Dazu wurde die ständige Arbeitsgruppe für Umweltfragen eingerichtet.
In den 1980er Jahren kam es vermehrt zu Spannungen zwischen Frankreich und Deutschland was umweltpolitische Themen betraf. Grund dafür war, dass beide Länder jeweils versuchten, die Vorreiterrolle in der Europäischen Gemeinschaft in diesem Gebiet einzunehmen. Es waren häufig die Standards des Vorreiterlandes, die auch zum Standard auf europäischer Ebene wurden; dies führte zu einem verstärkten politischen Wettbewerb.
Um diesem Wettbewerbsklima entgegenzuwirken, gebar das Vorhaben, einen Deutsch-französischen Umweltrat zu gründen. Ein entsprechender Notenwechsel zur Errichtung eines solchen Rates wurde schließlich bei den 54. Deutsch-französischen Konsultationen am 2. November 1989 von den Außenministern beider Länder unterzeichnet. Der Gedanke dabei war, die Umweltprobleme gemeinsam auf bilateraler und europäischer Ebene zu bekämpfen. Es sollte das Signal gesendet werden, dass für eine wirksame Bekämpfung von Umweltbelastung eine grenzüberschreitende Zusammenarbeit am besten sei. Im Notenwechsel stand zu den Aufgaben des Rates:

„a) Auf eine Abstimmung der Umweltpolitiken beider Länder hinzuwirken,
b) Umweltprobleme bilateraler Art zu erörtern,
c) Die Positionen beider Länder im Hinblick auf die Umweltpolitik im Rahmen der Europäischen Gemeinschaften und auf internationaler Ebene zu beraten,
d) Gemeinsame Initiativen im Hinblick auf internationale Umweltfragen zu entwickeln.“

## Struktur
Vorsitzende des Rates sind qua Amt die jeweiligen Umweltministerien, d. h. das deutsche Bundesminister für Umwelt, Naturschutz und Reaktorsicherheit sowie die französischen Ministerien für Umwelt und nachhaltige Entwicklung. Außerdem gehören dem Rat hochrangige Beauftragte der Länder der Bundesrepublik Deutschland und hohe Beamte der Außenministerien beider Länder an.
Weitere Beamte und Umweltexperten können dazugebeten werden.

## Beispiel einer Initiative
Der Umweltrat stand beispielsweise hinter der Initiative zur Gründung einer Weltumweltorganisation. Im Abschlusskommunique des 15. Deutsch-französischen Umweltrats in Royaumont vom 24. und 25. September 2006 hieß es zur Errichtung einer United Nations Environment Organisation (UNEO) etwa:
„Nach Auffassung der beiden Minister erscheint eine starke, speziell der Umwelt gewidmete Organisation der Vereinten Nationen angesichts der zunehmenden globalen Umweltprobleme notwendiger denn je: Sie zogen eine positive Bilanz der bisherigen Beratungen in der Generalversammlung der Vereinten Nationen. Gemeinsam mit den europäischen Partnern werden sie die konstruktive Haltung vieler UNO-Mitgliedstaaten nutzen, um der Realisierung dieses bedeutenden UN-Reformvorhabens, der Aufwertung UNEPs zu einer UN-Umweltorganisation (UNEO), näher zu kommen. Präsident Chirac hat auf der UN-Generalversammlung zu einer internationalen Konferenz zur Unterstützung dieser Idee für Anfang 2007 nach Frankreich eingeladen, die von Bundesumweltminister Sigmar Gabriel sehr begrüßt und unterstützt wird.“